# 데포르티보 칼리
아소시아시온 데포르티보 칼리(Asociación Deportivo Cali) 또는 데포르티보 칼리(Deportivo Cali)는 칼리를 연고로하는 콜롬비아의 스포츠 클럽으로, 축구팀이 가장 유명하고, 또한 농구팀과 배구팀 그리고 수영팀까지도 있다.
데포르티보 칼리는 콜롬비아에서 가장 성공적인 축구팀중 하나이며, 10차례(1965, 1967, 1969, 1970, 1974, 1996, 1998, 2005-I, 2021-II)의 리그 우승을 하였다.
55,000석의 수용인원을 지닌, 새 경기장 에스타디오 데포르티보 칼리는 콜롬비아에서 두 번째로 큰 축구 경기장이며, 2008년 11월 19일에 공식 개장하였다. 데포르티보 칼리의 옛 경기장인 에스타디오 올림피코 파스쿠알 게레로는 수용인원이 33,130석이였다.
데포르티보 칼리의 오랜 라이벌팀은 아메리카다. 그들 사이의 경기를 "클라시코 데 산 페르난도(Clasico de San Fernando)" 또는 바예델카우카 더비라고 한다.

## 역대 성적
- 프리메라 A (10회): 1965, 1967, 1969, 1970, 1974, 1996, 1998, 2005-II, 2015-I, 2021-II
- 코파 콜롬비아 (1회): 2010
- 콜롬비아 슈퍼컵 (1회): 2014

## 선수 명단

### 현역
참고: FIFA 자격 규정에 따라 소속된 국가대표팀 국기를 표시합니다. 선수는 복수의 FIFA 비회원국 국적을 가지고 있을 수 있습니다.
| 번호 | 포지션 | 국적     | 이름                  |
| ---- | ------ | -------- | --------------------- |
| 9    | FW     | 우루과이 | 에밀리아노 로드리게스 |
| 16   | DF     | 우루과이 | 구스만 코루조         |
| 22   | GK     | 우루과이 | 가스톤 구루세아가     |

| 번호 | 포지션 | 국적 | 이름 |
| ---- | ------ | ---- | ---- |

## 역대 감독
| 감독               | 임기        |
| ------------------ | ----------- |
| 카를로스 빌라르도  | 1976 ~ 1978 |
| 오스카르 타바레스  | 1988        |
| 호르헤 루이스 핀토 | 1990 ~ 1991 |
| 호르헤 루이스 핀토 | 2022 ~ 2023 |